# Legião Vermelha
A Legião Vermelha foi um grupo terrorista português ligado ao anarcossindicalismo e ao sindicalismo revolucionário, tendências político-sindicais que se desenvolveram em Portugal em torno da Confederação Geral do Trabalho (CGT) e da Federação Maximalista Portuguesa (FMP). Embora a história da Legião Vermelha esteja ainda envolta em algum mistério, a organização terá sido autora de perto de duas centenas de atentados, entre finais de 1919 e 1925, causando um largo rasto de mortes e de destruição. Após o 25 de Abril de 1974, destacados militantes anarquistas e anarco-sindicalistas, entre os quais Emídio Santana, Raul Santos, Adriano Botelho e Acácio Tomás de Aquino, rejeitaram que a Legião Vermelha fosse considerada como anarco-sindicalista, classificando a organização como de índole bolchevista e anarcocomunista, afirmando que a chamada Legião Vermelha nada teve a ver com o anarquismo, considerando-a um desvio terrorista nos círculos próximos às Juventudes Comunistas. A Legião Vermelha passou a ser responsabilizada nos jornais, e nas declarações dos responsáveis políticos e das polícias, por todas as acções ilegais realizadas no âmbito das lutas sociais no período da Primeira República Portuguesa e do Estado Novo, apesar de isso não corresponder à verdade, passando a luta contra organização a constituir um dos pilares da propaganda dos ordeiros e das forças pró-ditadura.

## História
A Legião Vermelha surgiu em finais de 1919, na cidade de Lisboa, embora com ramificações em outras localidades, fruto da confluência das juventudes anarco-sindicalistas com grupos republicanos radicais desgarrados, afirmando-se como uma organização terrorista, considerada como de ação direta sindicalista, movida por um fanático niilismo contra a sociedade burguesa e contra os poderes que a sustentavam, nomeadamente os governos da Primeira República. Os seus elementos mais extremistas provinham das Juventudes Sindicalistas e integravam grupos anarquistas. O seu objectivo era a ação direta visando a aniquilação pela força da sociedade burguesa.
Pela sua própria concepção, o sindicalismo revolucionário e o anarquismo eram defensores acérrimos do ilegalismo e da acção directa, vista como a actividade desenvolvida por cada militante, e pelos grupos, em defesa dos seus interesses, sem recurso a intermediários políticos, contrapondo-se assim à representação política da democracia liberal. Mas acção directa foi também entendida como a acção ilegal e violenta, que hoje é comum classificar de terrorismo.
A concepção revolucionária da Federação Maximalista Portuguesa, e depois do Partido Comunista Português (na sua fase inicial e, pelo menos, até 1939), admitia como necessárias ações violentas contra a burguesia e os seus defensores, no contexto de uma guerra social que visava a conquista do poder e a instauração de uma ditadura do proletariado. Estas ações, que marcaram a história do comunismo em Portugal, atraíram, para além dos comunistas, muitos anarquistas seguidores do pensamento de Mikhail Bakunin e de Errico Malatesta. Os revolucionários mais exaltados consideravam a ideia de revolução social defendida pelos anarquista como insatisfatória ao requerer um processo que seria inevitavelmente lento, já que a auto-organização gestionária dos trabalhadores, e a criação entre o operariado de uma consciência de classe, exigia um processo geracional de construção de uma nova sociedade. A transformação social implicava naturalmente uma mudança de mentalidade dos oprimidos e explorados, condição essencial para o êxito da revolução internacional.

### A ação da Legião Vermelha
Entre dezembro de 1919 a maio de 1925, Portugal foi varrido por uma onda bombista, de mortes a tiro e de violência, centrada principalmente em Lisboa, contra autoridades e figuras em destaque no comércio, na indústria e nas profissões consideradas conservadoras e burguesas. Foram atribuídos à Legião Vermelha mais de 200 atentados, maioritariamente em solidariedade com greves, mas também contra os juízes e outras figuras relevantes do Estado e do patronato.
Tiveram grande repercussão as tentativas de assassinar Sérgio Príncipe (num atentado ocorrido a 8 de setembro de 1922), dirigente da Confederação Patronal, que organizou nessa época uma milícia ao serviço dos patrões, e o fracassado duplo atentado a tiro, a 15 de maio de 1925, contra o então capitão João Maria Ferreira do Amaral, comandante da Polícia Cívica de Lisboa e figura emblemática da repressão naquela cidade.
Contudo, uma análise dos documentos, testemunhos e indícios sobre o activismo terrorista da década de 1920 em Portugal mostra que o empolamento da Legião Vermelha foi produto de uma campanha propagandística conservadora e que esse ciclo de acção directa se deveu a uma pluralidade de grupos sindicalistas, anarquistas e comunistas. A ligação ao anarco-sindicalismo tem sido disputada, já que setores importantes do grupo se consideravam anti-anarquistas. Ao tempo houve mesmo vários anarquistas que ao tempo denunciaram o grupo pelas suas acções contra os libertários, acusando a organização de ser responsável pelo assassinato do militante anarquista Manuel dos Santos. O carácter leninista da Legião Vermelha foi denunciado em O Despertar, o jornal da Federação das Juventudes Sindicalistas, em artigo assinado por David de Carvalho, anarquista que depois viria a ser militante comunista.
Após o 25 de abril de 1974, quando foi possível recolher os depoimentos de anarquistas da época, entre os quais Emídio Santana, Raul Santos, Adriano Botelho e Acácio Tomás de Aquino, cresceu a convicção de que a Legião Vermelha não foi controlada pelo movimento anarco-sindicalista ligado à Confederação Geral do Trabalho (CGT), sendo antes um conjunto pouco coeso de grupos radicais de esquerda com diferentes orientações ideológicas. Alguns militantes comunistas, como Neves Anacleto, José da Silva e Bento António Gonçalves, admitiram a existência de um «desvio» terrorista nos grupos próximos das Juventudes Comunistas. Sobre esta matéria, David de Carvalho, membro das Juventudes Sindicalistas que posteriormente foi militante comunista, afirma que a Legião Vermelha foi fundada por alguns elementos anarquistas e membros dos comités de defesa social das Juventudes Sindicalistas e que esta organização de feição anarquista seguindo a tradição bakuninista, muitas vezes em contraposição com a acção desenvolvida pelo sindicalismo revolucionário teve como fundadores José Gomes Pereira, José Melo de Aguiar, José Soares e Ezequiel Seigo, todos eles comunistas. O mesmo autor afirma ainda que outros grupos anarquistas, sem ligações com a Legião Vermelha, continuaram na prática de atentados.

### A repressão e a extinção do movimento
Em resposta ao crescente número de atentados, foi publicada a Lei n.º 969, de 11 de maio de 1920, que estendia aos condenados por crimes sociais, aí se incluindo os bombistas e os autores de atentados, sabotagens ou cabecilhas de organizações violentas, as penas de deportação para as colónias ultramarinas já aplicáveis a vadios e reincidentes de delito comum pelo Decreto n.º 5576, de 10 de maio de 1919. Este dispositivo legal na realidade criava um tribunal especial, o Tribunal de Defesa Social, destinado a julgar sumariamente estes processos.
Por sua vez, a reacção patronal e das forças de direita contra a Confederação Geral dos Trabalhadores (CGT), organizando a Confederação Patronal e, em 1924, a União dos Interesses Económicos, levou a que também a Legião Vermelha tivesse o seu contraponto numa outra organização terrorista secreta de sinal contrário, a Grande Ordem dos Cavaleiros do Patronato, criada por um ex-sindicalista, franco-atirador a soldo dos interesses patronais, de nome Sérgio Príncipe. Os Cavaleiros do Patronato copiavam vagamente modelos de luta similares dos patrões de Barcelona ou dos fascistas italianos. A sua história foi breve, dado que Sérgio Príncipe acabou emboscado e neutralizado pela Legião Vermelha nos finais de 1922.
O fracassado atentado de 15 de maio de 1925 contra o capitão Ferreira do Amaral desencadeou a uma vaga repressiva que levou à deportação de uma centena de membros da organização para África. No período de 1927 a 1929, foram deportados para Timor pelo menos 85 presos acusados de serem membros do movimento, entre os quais Manuel Viegas Carrascalão, pai de Mário Carrascalão. Parte importante dos suspeitos de pertencerem à organização, ou de a apoiarem, foi enviada para a Fortaleza de São João Baptista, em Angra do Heroísmo, de onde muitos foram transferidos para o Campo de Concentração do Tarrafal (em Cabo Verde) e alguns para Timor.
Na realidade, o «problema da ordem pública», no qual se destacava a ação, real ou apenas falsamente imputada, da Legião Vermelha, foi na fase final da Primeira República Portuguesa um dos elementos axiais para a convergência das direitas nacionalistas e o mais forte argumento para a aceitação pela sociedade portuguesa de soluções «ordeiras», de cariz ditatorial, que pusessem termo à democracia liberal, percebida como ineficaz e potenciadora dos extremismos da esquerda revolucionária.
Embora a Legião Vermelha tivesse há muito cessado a sua atividade, a propaganda do Estado Novo voltou a «ressuscitar» o medo do terrorismo vermelho aquando de um atentado contra Oliveira Salazar que ocorreu na manhã de 4 de julho de 1937, que teria sido alegadamente executado por cinco membros deste movimento, capitaneados por Emídio Santana. Pretendiam matar Oliveira Salazar, quando este se deslocava para assistir à missa dominical na capela privada do seu amigo Josué Trocado, na Avenida Barbosa du Bocage, em Lisboa, mas fracassaram quando a bomba que fora colocada num colector de esgotos sob a rua por onde passaria viatura de Oliveira Salazar explodiu sem a atingir.